# Oscarsgalan 2009
Oscarsgalan 2009 var den 81:a upplagan av Oscarsgalan. Galan hölls den 22 februari 2009 på Kodak Theatre i Hollywood. Den australiska skådespelaren Hugh Jackman var värd för galan för första gången. Galan producerades av Bill Condon och Laurence Mark samt regisserades av Roger Goodman. 

## Vinnare och nominerade
| Bästa film | Bästa regi |
| --- | --- |
| - Slumdog Millionaire - Benjamin Buttons otroliga liv - Frost/Nixon - Milk - The Reader | - Danny Boyle – Slumdog Millionaire - David Fincher – Benjamin Buttons otroliga liv - Stephen Daldry – The Reader - Ron Howard – Frost/Nixon - Gus Van Sant – Milk |
| Bästa manliga huvudroll | Bästa kvinnliga huvudroll |
| - Sean Penn – Milk - Mickey Rourke – The Wrestler - Richard Jenkins – The Visitor - Frank Langella – Frost/Nixon - Brad Pitt – Benjamin Buttons otroliga liv | - Kate Winslet – The Reader - Anne Hathaway – Rachel Getting Married - Angelina Jolie – Changeling - Melissa Leo – Frozen River - Meryl Streep – Tvivel |
| Bästa manliga biroll | Bästa kvinnliga biroll |
| - Heath Ledger – The Dark Knight (belönad postumt) - Josh Brolin – Milk - Robert Downey Jr. – Tropic Thunder - Philip Seymour Hoffman – Tvivel - Michael Shannon – Revolutionary Road                                                                               | - Penélope Cruz – Vicky Cristina Barcelona - Amy Adams – Tvivel - Viola Davis – Tvivel - Taraji P. Henson – Benjamin Buttons otroliga liv - Marisa Tomei – The Wrestler |
| Bästa originalmanus | Bästa manus efter förlaga |
| - Milk – Dustin Lance Black - WALL-E – Andrew Stanton, Jim Reardon och Pete Docter - Happy-Go-Lucky – Mike Leigh - Frozen River – Courtney Hunt - In Bruges – Martin McDonagh                                                                                       | - Slumdog Millionaire – Simon Beaufoy - Benjamin Buttons otroliga liv – Eric Roth och Robin Swicord - Tvivel – John Patrick Shanley - Frost/Nixon – Peter Morgan - The Reader – David Hare |
| Bästa animerade film | Bästa utländska film |
| - WALL-E – Andrew Stanton - Bolt – Chris Williams och Byron Howard - Kung Fu Panda – Mark Osborne och John Stevenson | - Avsked (Japan) på japanska – Yojiro Takita - Waltz with Bashir (Israel) på hebreiska – Ari Folman - Revanche (Österrike) på tyska – Götz Spielmann - Entre les murs (Frankrike) på franska – Laurent Cantet - Der Baader Meinhof Komplex (Tyskland) på tyska – Uli Edel                                                         |
| Bästa dokumentär | Bästa dokumentärkortfilm |
| - Man on Wire - Nerakhoon (The Betrayal) - Encounters at the End of the World - The Garden - Trouble the Water | - Smile Pinki – Megan Mylan - The Conscience of Nhem En – Steven Okazaki - The Final Inch - The Witness - From the Balcony of Room 306 |
| Bästa kortfilm | Bästa animerade kortfilm |
| - Leksakslandet (Spielzeugland) - Auf der Strecke - Manon on the Asphalt - New Boy (Irland) - Grisen | - La Maison En Petits Cubes – Kunio Kato - Lavatory - Lovestory – Konstantin Bronzit - Oktapodi – Emud Mokhberi och Thierry Marchand - Presto – Doug Sweetland - This Way Up – Alan Smith och Adam Foulkes |
| Bästa filmmusik | Bästa sång |
| - Slumdog Millionaire – A. R. Rahman - Benjamin Buttons otroliga liv – Alexandre Desplat - Motstånd – James Newton Howard - Milk – Danny Elfman - WALL-E – Thomas Newman                                                                                            | - "Jai Ho" från Slumdog Millionaire – A. R. Rahman (musik), Gulzar (text) - "Down to Earth" från WALL-E – Peter Gabriel och Thomas Newman (musik), Peter Gabriel (text) - "O Saya" från Slumdog Millionaire – A. R. Rahman och Maya Arulpragasam                                                                                  |
| Bästa ljudredigering | Bästa ljudmix |
| - The Dark Knight – Richard King - Iron Man – Frank Eulner, Christopher Boyes - Slumdog Millionaire – Tom Sayers - WALL-E – Ben Burtt och Matthew Wood - Wanted – Wylie Stateman                                                                                    | - Slumdog Millionaire – Resul Pookutty, Richard Pryke, Ian Tapp - Benjamin Buttons otroliga liv – David Parker, Michael Semanick, Ren Klyce, Mark Weingarten - The Dark Knight – Lora Hirschberg, Gary Rizzo, Ed Novick - WALL-E – Tom Myers, Michael Semanick, Ben Burtt - Wanted – Chris Jenkins, Frank A. Montaño, Petr Forejt |
| Bästa scenografi | Bästa foto |
| - Benjamin Buttons otroliga liv – Donald Graham Burt, Victor J. Zolfo - Changeling – James J. Murakami, Gary Fettis - The Dark Knight – Nathan Crowley, Peter Lando - The Duchess – Michael Carlin, Rebecca Alleway - Revolutionary Road – Kristi Zea, Debra Schutt | - Slumdog Millionaire – Anthony Dod Mantle - Changeling – Tom Stern - Benjamin Buttons otroliga liv – Claudio Miranda - The Dark Knight – Wally Pfister - The Reader – Chris Menges, Roger Deakins |
| Bästa smink | Bästa kostym |
| - Benjamin Buttons otroliga liv – Greg Cannom - The Dark Knight – John Caglione Jr. och Conor O’Sullivan - Hellboy: The Golden Army – Mike Elizalde, Thom Floutz | - The Duchess – Michael O'Connor - Australia – Catherine Martin - Benjamin Buttons otroliga liv – Jacqueline West - Milk – Danny Glicker - Revolutionary Road – Albert Wolsky |
| Bästa klippning | Bästa specialeffekter |
| - Slumdog Millionaire – Chris Dickens - Benjamin Buttons otroliga liv – Kirk Baxter, Angus Wall - The Dark Knight – Lee Smith - Frost/Nixon – Mike Hill, Daniel P. Hanley - Milk – Elliot Graham                                                                    | - Benjamin Buttons otroliga liv – Eric Barba, Steve Preeg, Burt Dalton, Craig Barron - The Dark Knight – Nick Davis, Chris Corbould, Tim Webber, Paul Franklin - Iron Man – John Nelson, Ben Snow, Dan Sudick, Shane Mahan |

### Heath Ledgers statyett
Då den nominerade för bästa manliga biroll Heath Ledger dog i januari 2008 blev nomeringen postum. Oscarakademin hade skilda åsikter vem som skulle ta emot priset och vem som skulle få äganderätten till statyetten om Ledger skulle vinna. De hade en diskussion med hans familj i Australien, där akademin avgjorde att Heath Ledgers före detta partner Michelle Williams inte kunde ta emot priset, då de inte var gifta. Man kom fram till att deras gemensamma treåriga dotter, Matilda Rose Ledger, skulle äga statyetten. På grund av hennes låga ålder kommer hon inte att äga fulla rättigheter till statyetten förrän hon fyller 18 år 2023.

### Filmer med flera nomineringar
13 nomineringar: Benjamin Buttons otroliga liv
10 nomineringar: Slumdog Millionare
8 nomineringar: Milk, The dark knight
6 nomineringar: WALL-E
5 nomineringar: Frost/Nixton, The reader, Tvivel
3 nomineringar: Changeling, Revolutionary Road
2 nomineringar: The wrestler, Frozen River, Iron Man, Wanted, The Duchess

### Filmer med flera vinster
8 vinster: Slumdog Millionare
3 vinster: Benjamin Buttons otroliga liv
2 vinster. Milk, The dark knight,